# Nasir ud din Muhammad Shah III
Nasir ud din Muhammad Shah III, död 1394, var regerande sultan av Delhi mellan 1390 och 1394.